# Хмільницька районна бібліотека для дорослих
Хмільницька публічна бібліотека - бібліотека в м. Хмільник.

## Фонди
Бібліотека налічує великий інформаційний масив — понад 65тис. книг, журналів, газет, художніх альбомів. Передплачує понад 80 назв періодичних видань. Забезпечує кваліфіковане, професійне обслуговування понад 4 тисячі користувачів щорічно.

## Структура
Абонемент відділу обслуговування здійснює видачу користувачам видань додому на певний період.
Читальний зал відділу обслуговування надає право кожному користувачеві вільного доступу до інформаційних ресурсів в межах читального залу.
Абонемент для юнацтва відділу обслуговування фонкціонує для послуг учнівської та студентської молоді.
Отримати інформацію з питань історії краю, його минулого та сьогодення можна в краєзнавчому фонді.
У відділі методичної роботи:
конкретні відомості про бібліотечну мережу району;
кваліфіковану консультацію з фахових питань;
підручники, методичні посібники, спеціальну періодику, сценарії.
Бібліотека співпрацює: органами місцевої влади;
При читальному залі бібліотеки діє центр регіональної інформації «Суспільство. Влада. Регіон.» для користувачів, де збираються фактографічні бази даних, соціально-значуща інформація про наповнення і використання місцевого бюджету, пільги інвалідам, порядок надання субсидії, оформлення пенсії та інші відомості. Завдяки співпраці з органами місцевої влади бібліотечні фонди постійно поповнюються новими матеріалами;
міськрайонним управлінням юстиції;
На базі бібліотеки спільно з управлінням юстиції створено інформаційно — правовий центр «Право», де користувачі отримують консультації спеціалістів з юридичних питань.
районним та міським центром соціальних служб для сім'ї, дітей та молоді;
службами у справах дітей міста та району.
Юнацькій відділ бібліотеки тісно співпрацює з районним та міським центром соціальної служби для молоді.
навчальними закладами та школами міста;
підприємствами та установами;
громадськими та політичними організаціями;

## Видання бібліотеки
«Знаменні і пам'ятні дати Хмільницького району…»;
методичні матеріали;
буклети.